# Liste der Monuments historiques in Semoine
Die Liste der Monuments historiques in Semoine führt die Monuments historiques in der französischen Gemeinde Semoine auf.

## Liste der Objekte
| Bezeichnung           | Beschreibung                                                                        | Standort                                  | Kennzeichnung | Schutzstatus | Datum | Bild |
| --------------------- | ----------------------------------------------------------------------------------- | ----------------------------------------- | ------------- | ------------ | ----- | ---- |
| Zwei Prozessionsstäbe | mit Darstellungen der Madonna und einer Monstranz; Holz, vergoldet, 18. Jahrhundert | in der Kirche St-Pierre-et-St-Paul (Lage) | PM10004813    | Inscrit      | 1980  |      |
| Kirchenfenster        | aus dem 16. Jahrhundert                                                             | in der Kirche St-Pierre-et-St-Paul (Lage) | PM10002184    | Classé       | 1913  |      |
| Skulptur Madonna      | Darstellung als „Neue Eva“; Holz, farbig gefasst, bezeichnet 1859                   | in der Kirche St-Pierre-et-St-Paul (Lage) | PM10004814    | Inscrit      | 1980  |      |
| Hauptaltar            | Altartisch und Retabel; Holz, farbig gefasst und vergoldet, 17. Jahrhundert         | in der Kirche St-Pierre-et-St-Paul (Lage) | PM10004815    | Inscrit      | 1980  |      |
| Kruzifix              | Holz, einfarbig gefasst, 16. Jahrhundert                                            | in der Kirche St-Pierre-et-St-Paul (Lage) | PM10004816    | Inscrit      | 1980  |      |
| Taufbecken            | achteckiges Kalksteinbecken, Ende des 13. Jahrhunderts                              | in der Kirche St-Pierre-et-St-Paul (Lage) | PM10002183    | Classé       | 1913  |      |